# Montpelier (Louisiana)
Montpelier és una població dels Estats Units a l'estat de Louisiana. Segons el cens del 2000 tenia 214 habitants.

## Demografia
Segons el cens del 2000, Montpelier tenia 214 habitants, 98 habitatges, i 54 famílies. La densitat de població era de 44,4 habitants/km².
Dels 98 habitatges en un 21,4% hi vivien nens de menys de 18 anys, en un 49% hi vivien parelles casades, en un 4,1% dones solteres, i en un 43,9% no eren unitats familiars. En el 39,8% dels habitatges hi vivien persones soles el 24,5% de les quals corresponia a persones de 65 anys o més que vivien soles. El nombre mitjà de persones vivint en cada habitatge era de 2,18 i el nombre mitjà de persones que vivien en cada família era de 3,04.
Per edats la població es repartia de la següent manera: un 19,2% tenia menys de 18 anys, un 7,5% entre 18 i 24, un 27,6% entre 25 i 44, un 28% de 45 a 60 i un 17,8% 65 anys o més.
L'edat mediana era de 43 anys. Per cada 100 dones de 18 o més anys hi havia 90,1 homes.
La renda mediana per habitatge era de 22.625 $ i la renda mediana per família de 36.875 $. Els homes tenien una renda mediana de 35.313 $ mentre que les dones 18.125 $. La renda per capita de la població era de 15.704 $. Entorn del 17,6% de les famílies i el 22,1% de la població estaven per davall del llindar de pobresa.

## Poblacions més properes
El següent diagrama mostra les poblacions més properes.